# Ares I
Ares I byla raketa, vyvíjená NASA pro lety s lidskou posádkou v programu Constellation a je členem zrušené rodiny raket Ares. Byla navržena pro dopravu kosmické lodi Orion jako náhrada za raketoplány Space Shuttle, které byly vyřazeny v roce 2011. Konstrukčně se jedná o dvoustupňovou raketu, jejíž první stupeň je odvozen od pomocných SRB raketoplánu Space Shuttle. Druhý stupeň byl postaven zcela nový a používal motor J-2X, odvozený od motorů J-2, používaných na raketách Saturn v programu Apollo. 8. 10. 2009 proběhl start suborbitálního testovacího demonstrátoru rakety Ares I pod názvem Ares I-X z kosmodromu KSC z rampy LC-39B.
Prezidentský návrh rozpočtu Spojených států z 1. února 2010 zahrnuje v kapitole věnované NASA zrušení programu Constellation.

## První stupeň

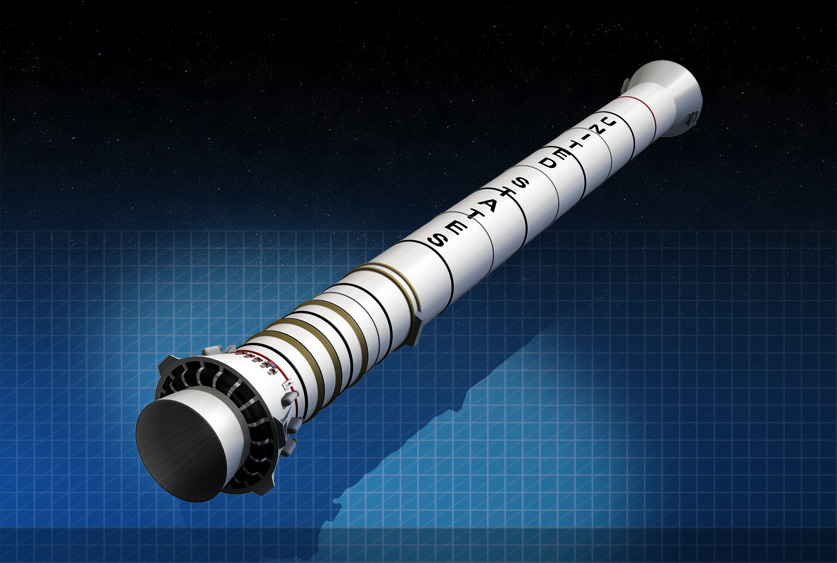
První stupeň rakety Ares I

První stupeň je vysoký přibližně 50 metrů, spaluje pevné pohonné látky a skládá se z pěti segmentů. Oproti Space Shuttle SRB, ze kterého je odvozen, má větší tah a delší dobu činnosti. Stejně jako Space Shuttle SRB, bude první stupeň Area I vybaven padákem a bude tak znovupoužitelný, také palivo bude používat stejné: PBAN (Polybutadiene Acrylonitrile). Plášť bude vyroben z ocelových plátů a mezi segmenty bude využit nový druh těsnění. Tryska bude vybavena systémem vektorování tahu, bude vyrobena z podobných materiálů jako tryska Space Shuttle SRB a bude mít větší průměr, aby poskytla dostatečný průtok plynů, díky tomu bude vnitřní tlak na rozumné úrovni a bude možno použít stávající ocelové opláštění. Elektronické vybavení bude umístěno v přední části a bude obstarávat důležité funkce, jako jsou: předletová příprava, zážeh motoru, komunikace s řídícím střediskem, oddělování druhého stupně, řízení letu a systém pro nalezení a vylovení pro nové použití. Zdrojem elektrické energie budou baterie v přední části a ještě záložní baterie na zádi. Systém vektorování je hydraulický a ovládán letovým počítačem, který sleduje teplotu, tlak a průtok tlakové kapaliny. V případě nehody nebo selhání bude stupeň vybaven systémem pro přerušení letu stejně jako Space Shuttle SRB, systém autodestrukce bude však aktivován až po nouzovém oddělení kosmické lodi Orion. První stupeň bude v činnosti přibližně 125 sekund, poté se ve výšce asi 60 km oddělí druhý stupeň. Návrat bude řídit soustava tří padáku o průměru 45 metrů, které se otevřou postupně a zbrzdí pád.

## Druhý stupeň

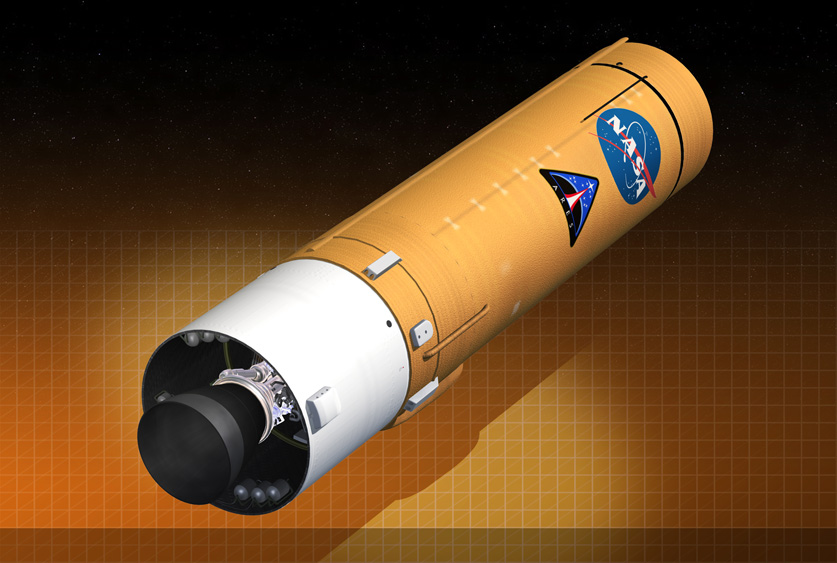
Druhý stupeň rakety Ares I

Druhý stupeň je poháněn jedním motorem J-2X, odvozeným od motorů J-2 používaných na raketách Saturn IB a Saturn V. Celý stupeň je kompletně nový a je na něm využito množství nových technologií a postupů. Celý druhý stupeň včetně motoru bude zabírá asi jednu třetinu celkové výšky rakety a jeho nosnost bude přibližně 25 tun na nízkou oběžnou dráhu nebo k ISS. Jako palivo bude používat kapalný kyslík a vodík. Druhý stupeň není navržen pro opětovné použití a po dokončení mise klesne do atmosféry a jeho zbytky dopadnou do Indického oceánu.

### Nádrže
Největší částí druhého stupně byly nádrže na palivo a okysličovadlo, ty budou izolovány stejnou pěnovou izolací, která se používala na externí nádrži raketoplánu Space Shuttle a která je nechvalně známá jako viník nehody raketoplánu Columbia. V tomto případě však nic takového nehrozí, neboť uvolněná izolace nemá v podstatě co poškodit. Nádrže budou odděleny speciální přepážkou, která kromě fyzického oddělení bude i udržovat rozdíl tlaku mezi nádržemi. Materiál nádrží je slitina hliníku a lithia a pro spojení se využívá technologie frikčního svařování (svařování bez tavení materiálu, dosahuje vynikajících výsledků pevnosti svaru). Nádrž na kapalný vodík má délku přes 15 metrů a je schopna pojmout 330 m3 při teplotě -252 °C, nádrž na kapalný kyslík je dlouhá 2,5 metru a pojme 108 m3 při teplotě -182 °C.

### Avionika
Druhý stupeň bude vybaven avionikou potřebnou pro dokončení druhé fáze letu, ovládacím systémem vektorování tahu motoru, naváděcím systémem a systémem rotace kolem podélné osy. Avionika druhého stupně bude hrát důležitou úlohu ve všech fázích letu a její součástí bude hlavní navigační počítač a software. Většina elektronických systémů bude umístěna v přední části, poblíž spojovacího uzlu rakety Ares I s lodí Orion.

### Motor
Motor měl být podle původních plánů použit SSME raketoplánu Space Shuttle, ale jeho cena byla příliš vysoká, až 60 milionů dolarů, proto byl přijat plán na přestavbu motoru J-2, jehož cena je přívětivějších 20 milionů. Vylepšená verze J-2X měla dosahovat tahu až 1 300 kN a pracovat měl po dobu 448 sekund.

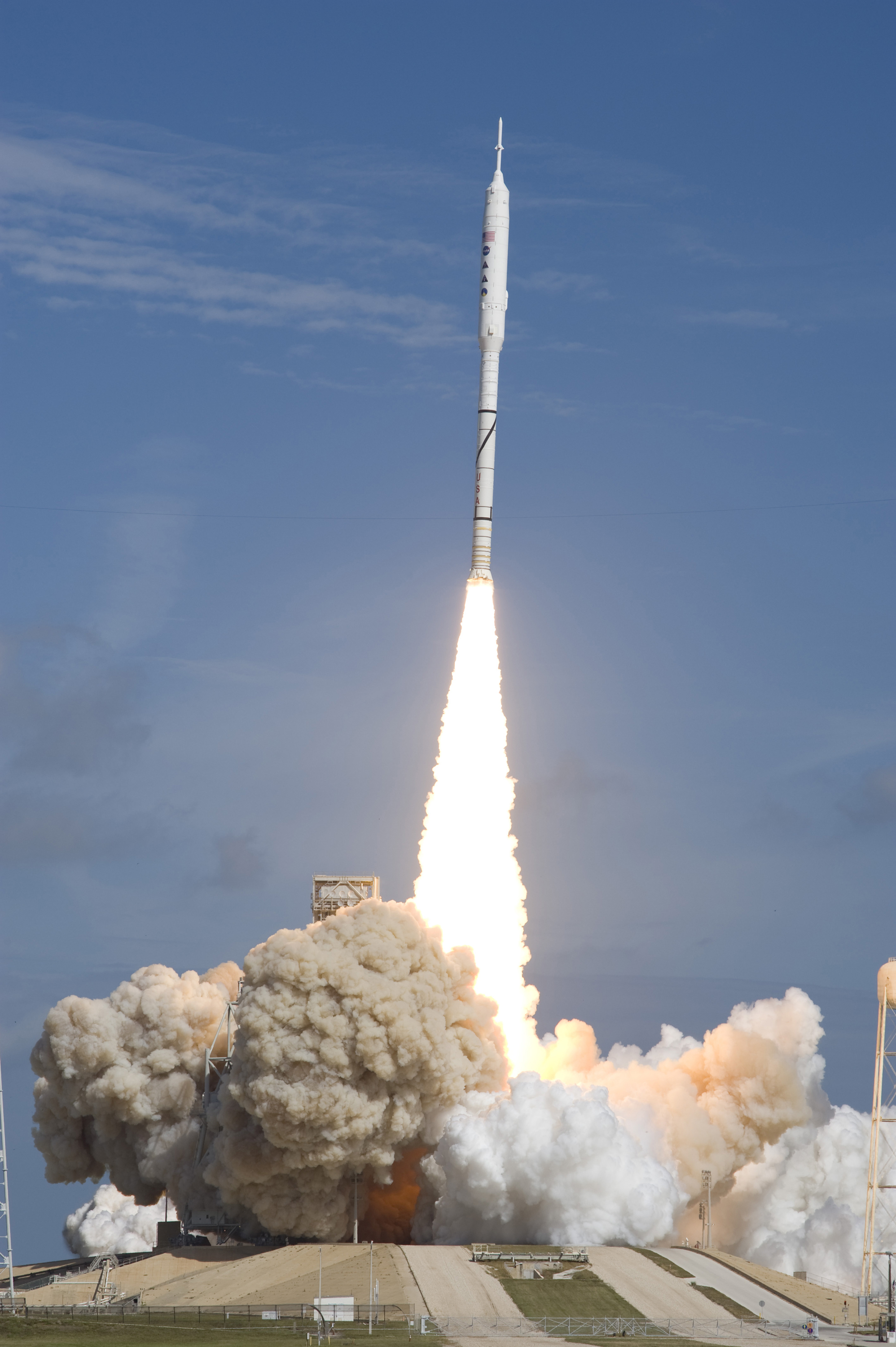
Ares I-X start, 15:30 UTC, 28. října 2009.

## Kritika

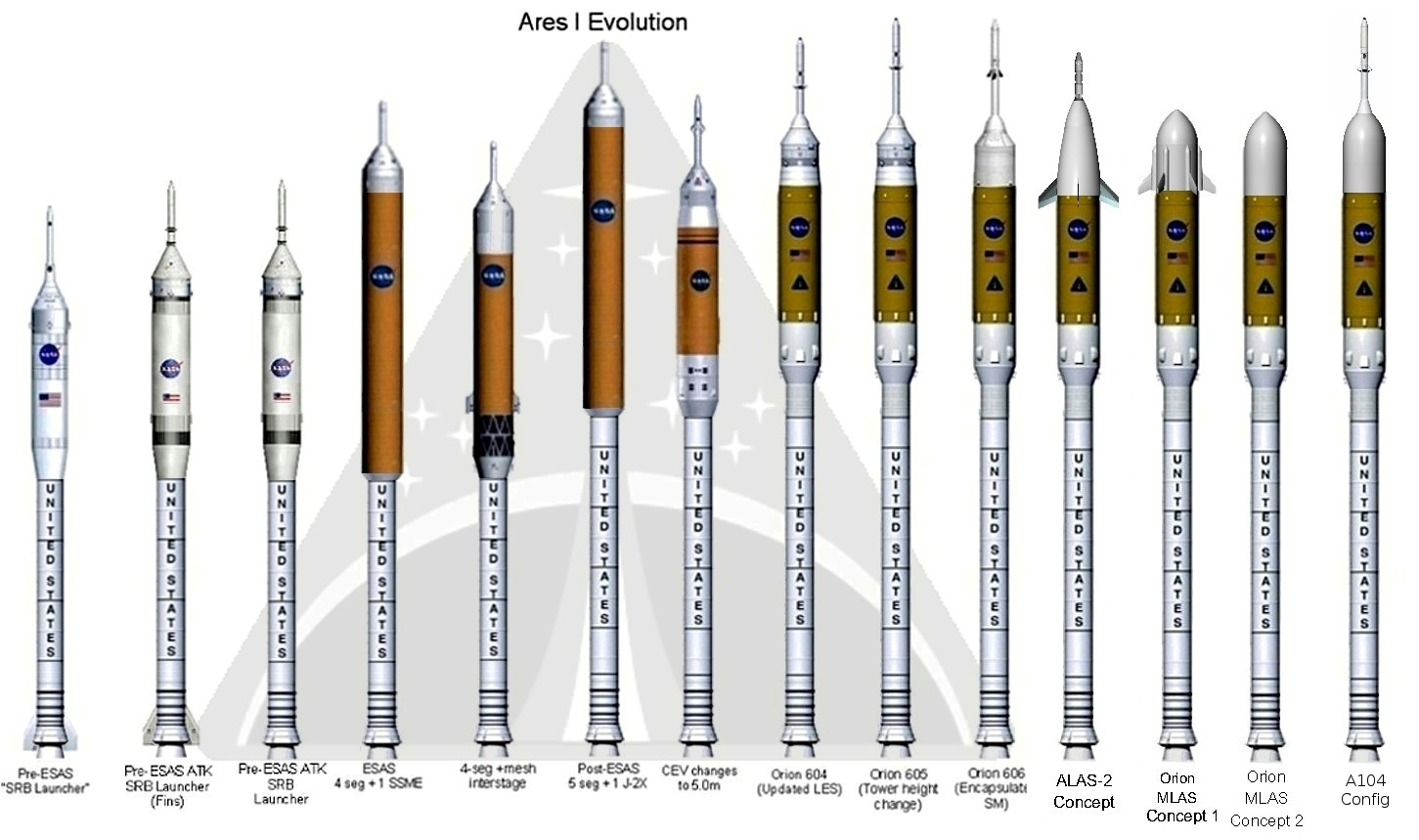
Předpokládaný vývoj rakety Ares I

Kritici vývoje rakety Ares I poukazují na to, že systémy o nosnosti 25 tun již existují dva: Atlas V Heavy a Delta IV Heavy. Hlavně Delta IV se jeví lépe, jedná se o prověřenou a úspěšnou raketu a její přizpůsobení by nevyžadovalo tolik investic. NASA naopak tvrdí, že přizpůsobení Delty by bylo nákladnější a že Ares je dvakrát bezpečnější než Atlas V nebo Delta IV.
Terčem kritiky se stal i vývoj nového pětisegmentového motoru, který si vyžádal investici 3 miliard dolarů, a další kritiku sklidila NASA za rozhodnutí modernizovat motor J-2, což stálo další 1,2 miliardy. Podle kritiků tyto náklady převyšují očekávané výhody, plynoucí z „Shuttle-Derived Launch Vehicles“ (nosné systémy odvozené z raketoplánu Space Shuttle). Někteří zpochybňují i zařazení Area do této skupiny, jelikož nepoužívá stejný motor ani čtyř-segmentový první stupeň a je proto zcela odlišný.
Několikerá zpoždění a překročení rozpočtu jsou také kritizována z důvodu zvětšování mezery mezi plánovaným uvedením Area I v roce 2015 a koncem Space Shuttle v roce 2010 (později posunut konec raketoplánů na rok 2011).